# تنوع فرهنگی

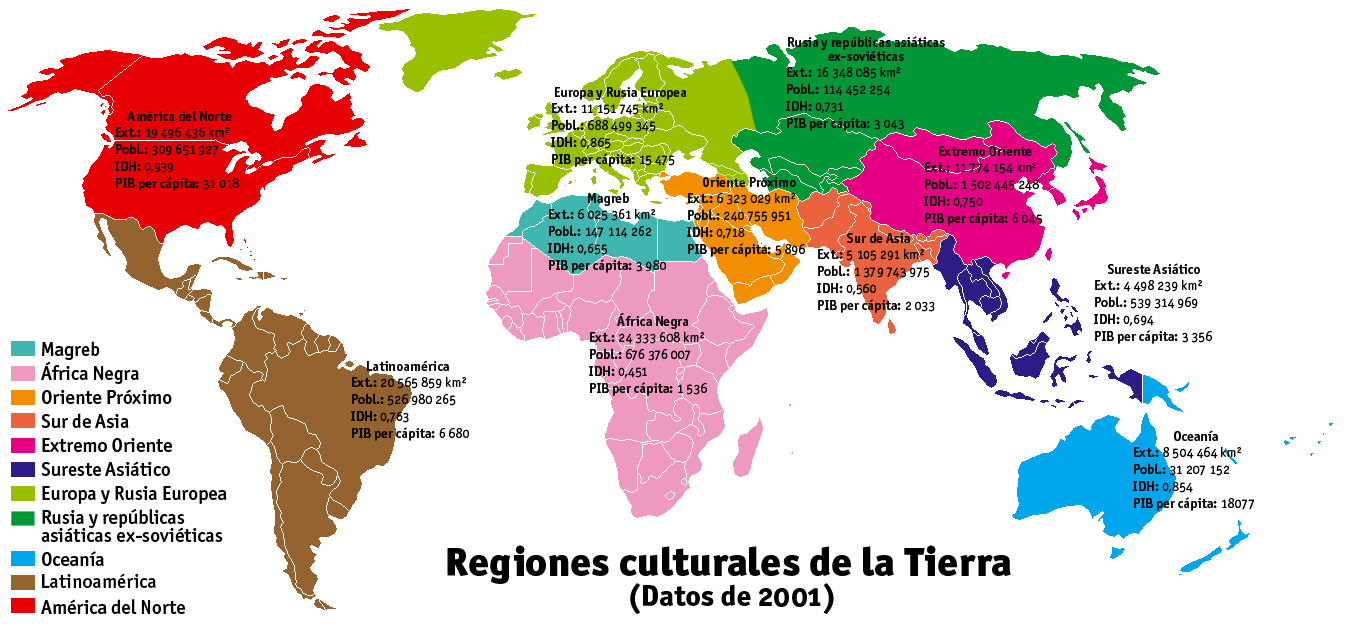
مناطق فرهنگی در جهان

تنوع فرهنگی (به انگلیسی: Cultural diversity) غالباً به مفهوم گوناگونی فرهنگ و در معیاری وسیع تفاوت فرهنگ جوامع مختلف انسانی در مناطق مختلف زمین است.
وقتی صحبت از تنوع فرهنگی می‌شود لزوماً تفاوت فرهنگی بین کشورها مد نظر نیست. به عبارت دیگر، همواره فرهنگ‌ها با کشورها یکی نیستند. همان‌طور که باند و اسمیت (۱۹۹۸) نشان داده‌اند: «وقتی ما کشورها را بر مبنای تفاوت‌های فرهنگی از یکدیگر جدا می‌کنیم، نباید از تنوعِ فرهنگیِ بیشماری که درونِ بسیاری از این کشورها وجود دارد غافل شویم.». برای مثال تفاوت بینِ فردگرایی (دیدگاهِ فرد محور به زندگی) و جمع گرایی (دیدگاهِ جمع محور به زندگی) را در نظر بگیرید.
برای نمونه، اکثر شواهد و مدارک نشان می‌دهد که فرهنگ آمریکایی بیشتر از آنکه جمع گرا باشد، فردگراست. با این وجود وندلو و کن (۱۹۹۹) دریافتند که این ادعا به‌طور واضح در مناطق ماونتین وست و گریت پلینز کشورِ آمریکا صادق است. اما در منطقهٔ دیپ ساوت شرایط عکس این بوده و فرهنگ این منطقه تا حد زیادی به جمع گرایی متمایل است؛ لذا بایستی در نظر داشته باشیم که هنگامِ بررسی فرهنگِ یک کشور، ما با یک فرهنگِ ثابت و یکپارچه روبرو نیستیم.

## میراث فرهنگی
بیانیه جهانی تنوع فرهنگی یونسکو ابزاری است حقوقی که در سال ۲۰۰۱ برای قلمداد کردن تنوع فرهنگی به عنوان یک «میراث مشترک انسانی» به تصویب رسید.